# Bajmak
Bajmak (rusky Байма́к, baškirsky Баймаҡ) je město v Baškortostánu v Ruské federaci. Žije zde 17 833 obyvatel (2021).

## Poloha
Bajmak leží ve východních výběžcích Jižního Uralu na Tanalyku, pravém přítoku Uralu. Od Ufy, hlavního města republiky, je vzdálen přibližně 490 kilometrů jižně.

## Dějiny
Mezi roky 1844 až 1850 založili Baškirové osadu Tanalikovo. V 70. letech 19. století se v osadě začali usazovat Rusové v souvislosti s rozvojem rýžovišť zlata na řece Tanalyk. S příchodem Rusů došlo k přejmenování osady na současný název Bajmak.
Od roku 1938 je Bajmak městem.
V lednu 2024 vypukly v Bajmaku velké protesty vyvolané zahájením trestního řízení proti baškirskému aktivistovi Failu Alsynovi.

### Rodáci
- Daniil Arsenťjevič Žuravljov (1900–1974), sovětský generál
- Timirov Azamat Kamilovič (* 1969), zpěvák Baškirské filharmonie